# 支那之夜
《支那之夜》（日语：／ Shina no Yoru */?，香港譯作「瓊宵綺夢」，中國上映原名「上海之夜」，後作「中國之夜」），是1940年以同名流行曲為靈感拍攝的日本电影，由東寶出資拍攝，中華電影公司協助拍攝。該片由長谷川一夫和李香蘭主演，以上海和江南為故事背景，講述中国抗日战争期間日本人與華人女性的異國戀曲。在当时战争的背景下，被认为有辱中国形象。
除在日本本土上映外，該片也在臺灣、朝鮮、滿洲國、香港與上海等地區上映。此片令李香蘭在臺灣成名，成為臺灣在日中開戰後少有熱賣的日語歌影。在上海上映时改名为上海之夜，但遭到了强烈不满，一致认为这部电影中女性的形象有辱国格。片中李香蘭演唱的電影插曲《蘇州夜曲》是导演伏水修委托著名作曲家服部良一，和著名诗人、作词家西条八十专為李香兰“量身定做”的，成為李香兰最有名的日语原唱歌曲。《蘇州夜曲》詞曲優美，傳唱至今，被雾岛昇、渡边滨子等数十位日本专业歌手翻唱。該片也讓李香蘭成為日本與中國令人矚目的紅星。
李香蘭的華語非常標準，且是北京腔，中國觀眾皆以為她是中國人。她飾演的中國人角色多有媚日的傾向，二次大戰日本投降後，遭中國國民政府以「漢奸罪」逮捕，論處死刑，直到李香蘭公開自己是日本人，而非中華民國國民，才被釋放。
該片與同為兩人主演的《白蘭之歌》和《熱砂的誓言》合稱「大陸三部作」，為第二次世界大戰期間大日本帝國及其軍事佔領區的代表電影作品。

## 背景
以中国抗日战争期間上海和江南為故事背景。

## 劇情
中国女子桂兰因在战争中失去双亲，而对日本人深恶痛绝。一次，船员长谷哲夫将她从纠缠的日本醉汉手中解救下来，并将其接回家中照顾。从坚决抗拒到慢慢接受，桂兰渐渐爱上了这个日本船员。后来，航行中的长谷哲夫遭遇中国军队袭击，引得桂兰甚是伤心，直至等到长谷哲夫平安返家。

## 主题曲和插曲
影片里共有三首歌曲: 主题曲《支那之夜》和两首插曲《苏州夜曲》、《想兄谱》，其中歌曲《支那之夜》先于电影《支那之夜》发表，而两首插曲是根据影片中剧情的需要专门创作的，属于影片《支那之夜》的原生歌曲。在影片中歌曲《支那之夜》和《苏州夜曲》由女主演李香兰（山口淑子）主唱，《想兄谱》由参加演出的女歌手服部富子（服部良一之妹）演唱。

## 上映情形

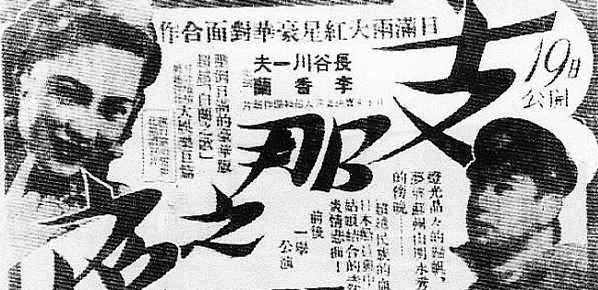
电影海报

1940年在日本本土上映，引起轟動，但該片以愛情為主軸引起日本軍方與主流評論家嚴厲批評，指其違背戰爭國策。
該片亦在滿州國、日佔香港與上海等地區上映，也讓李香蘭成為日本佔領區令人矚目的紅星。
戰後該片曾刪減30分鐘，改以《蘇州夜曲》為名重新上映。

## 角色
長谷哲夫：長谷川一夫
桂蘭：李香蘭
山下仙吉：藤原鶏太（釜足）
三浦とし子：服部富子
張子仙：汐見洋
山崎文之助：御橋公
池田（船員）：嵯峨善兵
荒田：藤輪欣司
船長：鬼頭善一郎
柳井：長島武夫
荒田正男：小高たかし
山崎なつ：清川玉枝
荒田のおばさん：三條利喜江
桂蘭的母親：藤間房子
桂蘭の婆や：小峰千代子
壮士風の男：今成平九郎